# Альмень-Сунары
Альме́нь-Суна́ры (чув. Элмен Сунар) — деревня в Вурнарском районе Чувашской Республики. Входит в состав Большеторханского сельского поселения.

## География
Находится в центральной части Чувашии, на расстоянии приблизительно 6 км на север-северо-восток по прямой от районного центра поселка Вурнары в верховьях речки Сунарка.

## История
Известна с 1834 года как выселок из деревни Большая Абызова (ныне не существует), когда здесь проживало 224 жителя. В 1858 году было 248 жителей, в 1897—410, в 1906 — 82 двора и 451 житель, в 1926—140 дворов и 553 жителя. В 1939 было учтено 590 жителей, в 1979—357. В 2002 году было 89 дворов, в 2010 — 66 домохозяйств. В 1931 образован колхоз «Альмень-Сунар», в 2010 действовал СХПК «Знамя».

## Население
Постоянное население составляло 259 человек (чуваши 100 %) в 2002 году, 208 в 2010.